# Naive Theorie
Naive Theorie bezeichnet ein zentrales entwicklungs- und denkpsychologisches Konzept, das auf die Arbeiten von Jean Piaget (1896–1980) zurückgeht.
Naive Theorien sind Denkmodelle, die Kinder auf der Basis individueller natur- oder geisteswissenschaftlicher Erfahrungen zur Erklärung von Phänomenen oder Sachverhalten bilden. Dabei weichen naive Theorien vom Standard wissenschaftlich korrekter Theorien oft erheblich ab. Sie folgen aber einer aus der Perspektive des Kindes stichhaltigen Logik. Darin sind sie mit Alltagstheorien vergleichbar, über die erwachsene Laien, bezogen auf ein bestimmtes Wissensgebiet, verfügen. Im Gegensatz zu diesen weisen sie jedoch insofern einen „naiven“ Charakter auf, als sie durch die Lerngeschichte des Kindes geprägt werden und daher nicht Ergebnis langjähriger Erfahrungen sein können. Darauf bezieht sich die Bezeichnung als „naiv“, die in diesem Kontext nicht als „einfältig“ oder „unwissend“ zu verstehen ist, sondern eher im Sinne von „ursprünglich“.

## Herkunft: Kognitive Schemata bei Jean Piaget
Piaget hat das kindliche Bewusstsein nicht als ein leeres Blatt Papier betrachtet, das mit beliebigen Text beschrieben werden kann. Stattdessen nimmt er komplexe, sich teilweise autonom entwickelnde Denkstrukturen an. Schon in den ersten Tagen eines Menschen vollzieht sich die Wahrnehmung der Umwelt über Verknüpfungen mit bereits Erfahrenem. Zur adäquaten Beschreibung der das Denken bestimmenden Strukturen ging Jean Piaget von einer halbautonomen Entwicklung aufeinander aufbauenden kognitiver Fähigkeiten aus, deren einzelne Stufen sich als Stadien voneinander abgrenzen lassen. Demnach bestimmen alterstypische Denkschemata, wie Kinder sich die Welt erklären: Saugt beispielsweise ein Kind an der Brust seiner Mutter, erfährt es, dass Flüssigkeit kommt. Es bildet ein Schema: „saugen – trinken“.
Im Identitätsbildungsprozess wird wiederholt ein durch neue Erfahrung, Reifung oder Impulsen aus der Erziehung entstehendes Ungleichgewicht in der Weltwahrnehmung des Säuglings ausgeglichen. Dies geschieht laut Piaget mithilfe der Assimilation (das Kind saugt an der Trinkflasche, das Schema „saugen – trinken“ wird auf weitere Gegenstände übertragen) und Akkommodation (saugt es an einem Bauklötzchen, wird das Schema geändert: „saugen – trinken, wenn nicht grün und hart“), die gleichsam als Motor im Identitätsbildungsprozess fungieren. Hierdurch kann ein auf der nächsthöheren Stufe liegendes Stadium, wie z. B. das des Egozentrismus erreicht werden. Von der wissenschaftlichen Norm abweichende Erklärungsmodelle lassen sich demnach nicht als „Denkfehler“ verurteilen, sondern erklären sich aus der entwicklungspsychologischen Reifung.
Piaget sah die dem kindlichen Denken zugrunde liegenden Strukturen als inhaltsunabhängig und bereichsübergreifend an.

## Modifikation der Schemata in Naiven Theorien
An Piagets Vorstellungen anknüpfende empirische Studien seit den 1980er Jahren belegen, dass kognitive Entwicklungen bereichsspezifisch und inhaltsabhängig verlaufen. Mit der Habituationsmethode wurde nachgewiesen, dass die kognitive Entwicklung der Kinder schon ab der Geburt beginnt. Bei sogenannten Blickzeitexperimenten messen Forscher, wie lange ein Säugling einen bestimmten Reiz betrachtet. Wenn der Reiz dem Kind interessant erscheint, blickt es woanders hin. Die Fixationsdauer eines Reizes gab etwa in einer wissenschaftlichen Studie von György Gergely und John Watson aus dem Jahr 1995 Aufschluss, dass Babys einen Umweg eines realen Objekts, das von A nach B rollt, als ungewöhnlicher empfanden und ihn länger betrachteten. Dies bedeutet, dass der normale Weg von A nach B von ihnen verstanden wird und weniger interessant erscheint. Auf gleiche Weise konnte eine Studie der US-amerikanischen Entwicklungspsychologin Amanda Woodward aus dem Jahr 2008 zeigen, dass sechs Monate alte Babys die Veränderung einer Handlung länger betrachten als eine reine Positionsveränderung eines Objekts. Daraus lässt sich schließen, dass Säuglinge einfache Handlungen einordnen und mit bestimmten Akteuren assoziieren können.
Weitere Studien brachten hervor, dass ein Baby von Geburt an die Stimme seiner Mutter von anderen unterscheiden kann und es schon im frühesten Lebensstadium Präferenzen bei Gesichtern bildet. Ferner lässt sich ein gewisses Kernwissen schon bei Neugeborenen voraussetzen, an das die ersten Erfahrungen anknüpfen. Die entwicklungspsychologischen Erkenntnisse der letzten Jahre belegen somit, dass Kinder ab der Geburt Erfahrungen mit ihrer Umwelt machen und einzelne Zusammenhänge verstehen können, die als erste Schritte zu bereichsspezifischen Theorien zu sehen sind. Dies ist eine eindeutige Abgrenzung vom entwicklungspsychologischen Modell Piagets. Kinder sind demzufolge in nahezu allen Bereichen zunächst Laien und entwickeln im Laufe der Zeit je nach individuell verschieden ausgeformten Einflüssen aus der Umwelt bereichsspezifische naive Theorien, mit deren Hilfe Phänomene in Zusammenhang gebracht, erklärt, vorausgesagt und generalisiert werden können.
Von einer naiven Theorie kann gesprochen werden, wenn folgende Kriterien erfüllt sind: es liegt ein zusammenhängendes Wissen in einem Inhaltsbereich vor, hierbei sind Schlüsselbegriffe vorhanden, mit deren Hilfe ontologische Bestimmungen vorgenommen werden können. Darüber hinaus können die der Wissensdomäne zugeordneten Phänomene mit diesen gültigen Prinzipien erklärt, generalisiert und vorhergesagt werden.
Bezüglich der Wissensstrukturen im kindliche Denken können demnach folgende Frage gestellt werden: Weist das intuitive Wissen von Kindern bereits Strukturen einer bereichsspezifischen Theorie auf? Und was besagt uns das für das Erlernen neuer Kompetenzen?
In der entwicklungspsychologischen Forschung werden vor allem drei Bereiche ausgemacht, in denen das Wissen von Kindern den Kriterien einer „naiven Theorie“ entsprechen:
- naive Physik
- naive Biologie
- naive Psychologie

Da es neben dem naturwissenschaftlichen auch einen geisteswissenschaftlichen Zugang zu Wissen gibt, können sich bei Kindern auch außerhalb der drei genannten Kategorien naive Theorien bilden. Etwa durch das unvollständige Verständnis eines Textes, durch die irrtümliche Interpretation von Handlungen oder schlicht durch fehlendes Wissen.

## Wissensdomänen im Schulunterricht

### Der Bereich der Naiven Physik
Vor allem bezüglich der naiven Physik ließen sich im kindlichen Denken, viel früher als bei Piaget noch angenommen, Ansätze von Theoriebildung entdecken. So belegten empirische Untersuchungen, dass schon Säuglinge zwischen sich und einem Objekt unterscheiden können. Zudem zeigte sich, dass bereits Kindergartenkinder über wesentliche Konzepte in der Objektwelt verfügen, aber ein dem der Erwachsenen vergleichbares Konzept unter dem Begriff der „Materie“ sich erst ab einem Alter von ca. 12 Jahren entwickeln kann.
Die alltägliche Erfahrung erwies sich als wichtiger Faktor für die Aufnahme physikalischer Theorien; je fremder das Phänomen der nahen Umwelt der kindlichen Probanden war, desto fantastischer wurden ihre Erklärungen. So nennen Vorschulkinder bereits als Bewegungsursache eines Fahrrades eher naturalistische Erklärungsgründe („weil sich die Räder drehen“) als bei unvertrauten physikalischen Phänomenen („der Wind weht, weil er will“).

### Der Bereich der Naiven Biologie
Im Bereich der Biologie können Kleinkinder schon zwischen lebenden und nichtlebenden Objekten unterscheiden, beispielsweise was der Unterschied zwischen Vögeln oder Flugzeugen ist. Anhand von Blickzeitexperimenten bei Babys lässt sich beweisen, dass diese nur von lebenden Objekten Bewegungen erwarten und überrascht sind, wenn sich leblose Objekte bewegen. Jedoch ist ihre naive Biologie noch nicht gänzlich in sich schlüssig, denn bis zur Grundschule sprechen viele Kinder ihren Puppen oder Teddys durchaus Lebendigkeitseigenschaften zu.
Über innere Organe konnten Entwicklungspsychologen bei den Kindern kaum theoretische Kenntnisse entdecken, allenthalben haben Kleinkinder nach Studien von Springer und Keil (1989, 1991), Carey&Spelke (1995) und Gelman und Wellman (1991) eine vage Vorstellung von Vererbung und intentional nicht veränderbaren Determinationen wie den Herzschlag, die Augenfarbe oder die Hautfarbe des Menschen.

### Der Bereich der Naiven Psychologie
In diesem Bereich konnte die entwicklungspsychologische Forschung der vergangenen drei Jahrzehnte entdecken, dass Kinder sehr früh ein naives Verständnis von psychologischen Vorgängen entwickeln. Sie können schon früh Gedanken, Gefühle, Absichten und Überzeugungen einordnen, wenn auch noch nicht systematisch und stabil. In Studien von Wellman (1990) und Perner (1988) zeigen Drei- bis Vierjährige ein erstes Verständnis für mentale Vorgänge, die sogenannte „Theory of Mind“. Schon im Alter von zwei Jahren können Kleinkinder Realität und Fiktion unterscheiden. In Studien von Fein (1981) und Leslie (1987) etwa verstanden die Probanden im „pretend play“, dass sie mit einer Banane Telefon spielen können, ohne sie für einen echten Hörer zu halten. Genauso konnten sie sich vorstellen, aus einer leeren Tasse zu trinken und wussten, dass diese in Wirklichkeit leer war. Es gelingt ihnen somit der mentale Sprung von der Wirklichkeit in die Phantasie und zurück.
Dass ein Wandel bei Vierjährigen von passiv Wahrnehmenden zu reflektierenden Individuen zu beobachten ist, zeigt auch das Experiment „Maxi und die Schokolade“ von Wimmer und Perner (1983). Die drei- und vierjährigen Probanden sollten die Perspektive einer Person einnehmen, die weniger Information besitzt als sie. Was den Dreijährigen schwer fiel, gelang den Vierjährigen mehrheitlich. Eine weitere Studie von Shatz, Wellman & Silber (1983) belegt ferner, dass Dreijährige beginnen, mentale Verben zu benutzen, um ihre inneren Zustände zu beschreiben. Komplexe Interpretationen mentaler Vorgänge werden nach momentaner Kenntnis aber erst im jugendlichen Alter bewerkstelligt.
Festzustellen ist, dass Kinder sehr früh bereits über in sich schlüssige, naive Theorien verfügen, die nicht „falsch“, sondern lediglich mit dem wissenschaftlichen Standard inkommensurabel sind. Diese sind in fachspezifische Bereiche einteilbar, unabhängig voneinander ausgeprägt und von der individuellen Erfahrung abhängig. Somit können in einer Altersgruppe unterschiedlich weit entwickelte Konzepte korrelieren.
Im Schulunterricht erwerben die Kinder neues Wissen, das zu einem Konflikt mit ihren bisherigen Theorien treten kann. Aufgabe des Lehrers ist es daher, den Schüler durch geeignete Methoden zu einem Konzeptwechsel zu bewegen, sofern die Annahmen des Kindes nachweislich falsch sind. 
Das „Dorsch Lexikon der Psychologie“ verzichtet darauf, explizit Kinder als Träger einer „naiven Verhaltenstheorie“ zu charakterisieren, da auch das psychologische Alltagswissen vieler erwachsener Laien durch „Naivität“ (= Nichtübereinstimmung bzw. nicht vollständige Übereinstimmung von deren Wissen und dem Wissen von Fachwissenschaftlern) gekennzeichnet sei.

### Andere Bereiche
Im Jahr 2014 kritisierte die Politikwissenschaftlerin Anke Götzmann in ihrer Dissertation „Entwicklung politischen Wissens in der Grundschule“, dass nicht alle Wissensdomänen damals so gut erforscht gewesen seien wie die der Physik, der Biologie und der Psychologie. So sei z. B. lange Zeit das Vorurteil verbreitet gewesen, Politik sei kein geeignetes Thema für Grundschulkinder. Götzmann entgegnet: „Die Frage, ob Kinder und Politik zusammenpassen, wird in Wissenschaft und Forschung [2014] wieder ganz eindeutig mit Ja beantwortet“. Im Sachunterricht von Grundschulen müsse die „normativ-evaluative Auseinandersetzung mit Wirtschaft und Gesellschaft (Geschichte, Ökonomie, Politik/Gesellschaft, Recht)“ das gleiche Gewicht erhalten wie die anderen didaktischen Domänen, denen Götzmann die Themen des Sachunterrichts zuordnet.
Ein Jahr später erschien Götzmanns Dissertation als Buch mit dem Titel: „Entwicklung politischen Wissens in der Grundschule“. Der Band stellt Analysen zur Entwicklung politischen Wissens in der Grundschulzeit vor. Im Vorfeld wurden die politischen Konzepte von 653 Kindern untersucht. Die Schüler wurden zu den Fachkonzepten Macht, Öffentlichkeit und Wahlen befragt. Es zeigten sich Unterschiede innerhalb von Klassenstufen und im Zusammenhang mit den Einflussfaktoren Geschlecht und Migrationshintergrund. Die Studie wurde auf der Grundlage der naiven Theorien von Kindern über Politik und des Modells der Politikkompetenz konzipiert. Eine ausführliche didaktische Analyse zum Thema „Politisches Lernen im Sachunterricht zu Demokratie und Bürgerentscheid“ legte Anke Götzmann 2015 zusammen mit Georg Weißeno vor.